# Lapazina
Lapazina is een kevergeslacht uit de familie van de boktorren (Cerambycidae). De wetenschappelijke naam van het geslacht werd voor het eerst geldig gepubliceerd in 1973 door Lane.

## Soorten
Lapazina omvat de volgende soorten:
- Lapazina discicollis (Bates, 1881)
- Lapazina fuscipennis (Bates, 1881)